# Ledebouria apertiflora
Ledebouria apertiflora là một loài thực vật có hoa trong họ Măng tây. Loài này được (Baker) Jessop mô tả khoa học đầu tiên năm 1970.